# Ludo srce
Ludo srce är ett musikalbum från 1989 av den serbiska sångerskan Svetlana Ražnatović.

## Låtlista
1. Ludo srce
2. Lepotan
3. Budi dečko moj
4. Greška
5. Zabraniću srcu da te voli
6. Dođi
7. Hej, ljubavi, ljubavi
8. Od glave do pete